# Friedrich Wilhelm von Grumbkow

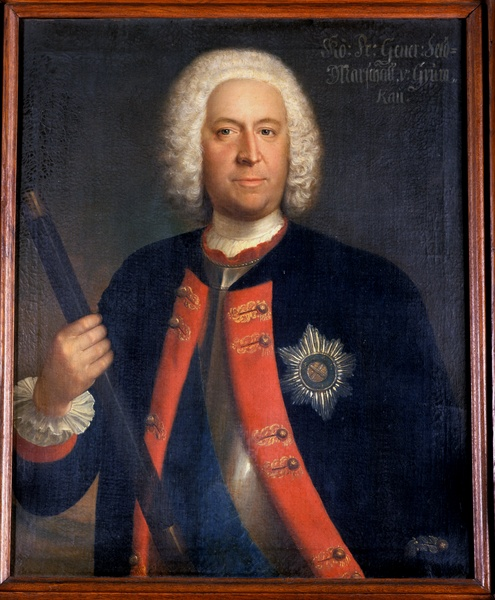
Friedrich Wilhelm von Grumbkow mit den Insignien des russischen Andreasordens

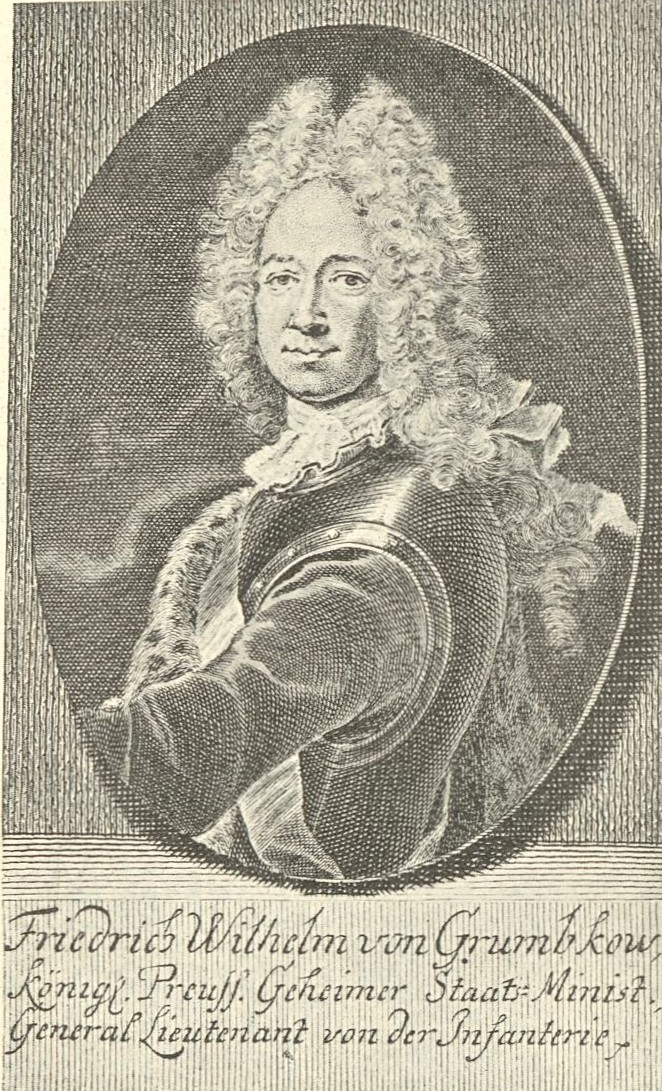
Stich von Martin Bernigeroth

Friedrich Wilhelm von Grumbkow (* 4. Oktober 1678 in Berlin; † 18. März 1739 ebenda) war ein preußischer Generalfeldmarschall und Staatsmann.

## Leben
Grumbkow war ein Sohn des brandenburgischen Generalkriegskommissars Joachim Ernst von Grumbkow, der zum Kreis der pommerschen Adelsfamilie Grumbkow gehörte. Er trat jung in brandenburgische Dienste und nahm an den Kriegen gegen Frankreich teil. Dabei brachte er es hier bereits bis zum Generalmajor. König Friedrich Wilhelm I. schenkte ihm sein unbedingtes Vertrauen und ernannte ihn 1712 zum Vizedirektor des Generalkriegskommissariats und 1713 zum Geheimen Staatsrat und Kriegsminister.
Grumbkow übernahm daraufhin die Spitze der preußischen Militärverwaltung und des Steuerwesens und entfaltete auf beiden Gebieten gemeinsam mit dem König eine weitreichende Reformtätigkeit, die sich einerseits auf eine möglichst hohe Vermehrung des Heeres und die Vervollkommnung der bald als musterhaft geltenden preußischen Armeeverwaltung, andererseits auf die Erhöhung der Steuerkraft des Landes zielte.
Grumbkow verbesserte im Auftrag und gemeinsam mit dem König das Kontributions- und Akzisewesen, das Zunft- und Kommerzienwesen, die für Preußen so wichtige innere Kolonisation und die Verwaltung der Städte. Nach Errichtung des Generaldirektoriums 1723 wurde Grumbkow Minister des ersten Departements. 1737 wurde er schließlich zum Generalfeldmarschall befördert.
Der junge Kronprinz Friedrich vertraute Grumbkow an, er fühle sich zu wenig vom weiblichen Geschlecht angezogen, um sich vorstellen zu können, eine Ehe einzugehen. Grumbkow wurde 1732 durch den österreichischen Gesandten Friedrich Heinrich von Seckendorff beeinflusst, die Heirat des Kronprinzen zu hintertreiben, was zu einer unglücklichen auswärtigen Politik Preußens führen musste. Im Interesse Österreichs missbrauchte er das Vertrauen des Königs und fädelte die Verheiratung des Kronprinzen mit Elisabeth Christine von Braunschweig-Wolfenbüttel-Bevern, einer Nichte der Kaiserin in Wien, ein. Dafür erhielt Grumbkow mehr als 26.000 Reichstaler Bestechungsgelder.
In späteren Jahren schloss der Kronprinz Frieden mit Grumbkow, der daraufhin ehrlich bemüht war, die Versöhnung mit dem Vater herbeizuführen. Grumbkow starb jedoch bereits 1739.

## Familie
Er war mit Sophia Charlotte de la Chevallerie (1681–1749) verheiratet. Sie war die Tochter des königlichen Stallmeisters Siméon de la Chevallerie (1635–1698). Das Paar hatte folgende Kinder:
- Charlotte Friederike († 15. Juli 1724) ⚭ Heinrich Graf von Podewils (1696–1760)
- Charlotte Henriette (1714–1758) ⚭ Karl Ludwig von dem Knesebeck (1694–1760)
- Sophie Auguste ⚭ 1700 Thomas Albrecht von Bülow
- Amalie Louise (* 1726; † 12. April 1790)[4]

⚭ Friedrich Ehrenreich von Hausen (1694–1745) (Eltern von Friedrich Wilhelm Heinrich von Hausen)
⚭ 1746 Wilhelm Heinrich von Kalnein (* 1699; † 13. Mai 1747), Oberst
⚭ Johann August von Schroetter (1707–1773)
- Karoline Johanna (Johanna Friederike) ⚭ Friedrich von Flemming (* 20. Oktober 1707; † 22. März 1777)

Die Familie bewohnte ein aus dem 16. Jahrhundert stammendes repräsentatives Haus, das sich in der Königstraße 60 in Nähe des Schlosses befand. Grumbkow hatte es 1724 übernommen, durch Martin Böhme modernisieren und erweitern lassen. Das daraufhin Palais Grumbkow genannte Haus kam nach dem Tod Friedrich von Grumbkows in den Besitz des Seidenfabrikanten Louis Michelet (1705–1766) und 1799 des Konditors Johann Gottlieb Schoch, wo es bis um 1815 Treffpunkt für Angehörige des preußischen Hofes. Anschließend fiel es in das Eigentum des preußischen Staates, der es zu einem Postamt umfunktionierte. Das wurde 1881 abgerissen und durch einen Neubau an gleicher Stelle ersetzt. Aus dem ursprünglichen Bau wurde das repräsentative Portal mit Säulen, Rundbögen und Schmuckerker wieder eingebaut. Erst am Ende des Zweiten Weltkriegs zerstörten Bombardements das Palais und seine Trümmer wurden bis 1950 abgeräumt. An der Stelle des Palais entstand das Marx-Engels-Forum.